# El Señor de los Anillos: la guerra del norte
El Señor de los Anillos: la guerra del Norte (título original en inglés, The Lord of the Rings: War in the North) es un videojuego de rol y acción para PlayStation 3, Xbox 360 y Microsoft Windows desarrollado por Snowblind Studios en asociación con Middle-earth Enterprises, y cuyo lanzamiento fue en noviembre de 2011 (aunque en un principio estaba programado para agosto, fue pospuesto. Está basado en el trasfondo de la novela El Señor de los Anillos, del escritor británico J. R. R. Tolkien, y su trama se centra en las campañas libradas en el norte de la Tierra Media durante la Guerra del Anillo.
Cada jugador toma el control en la campaña del norte de uno de los tres héroes posibles: Eradan, un montaraz humano, rápido en el cuerpo a cuerpo y un excelente arquero; Andriel, una elfa especializada en técnicas mágicas ofensivas y defensivas, que usa espada y bastón en el cuerpo a cuerpo; o Farin, un enano con pesada armadura, que puede usar una ballesta potente a distancia, pero cuyo poder reside en la mente. Se puede jugar en solitario o de manera colaborativa con otros jugadores. En este último caso existe la posibilidad de ajustar la experiencia que los partícipes de la aventura reciben. Un artículo de PlayStation Magazine avanza que los jugadores tendrán posibilidad de mejorar ciertas características a lo largo del juego, que los personajes pueden ser adaptados, y que las conversaciones se desarrollarán de forma similar a las de Mass Effect, pero sin las ramificaciones morales. El juego muestra violencia gráfica más fuerte que otros juegos de El Señor de los Anillos, por lo que fue el primer juego de la serie calificado con una M de la ESRB.
En el Comic Con de 2011 se pudieron ver demostraciones del juego La guerra del norte.

## Personajes del juego
La Guerra del Norte cuenta con tres personajes protagonistas. Los tres personajes se dividen en tres clases separadas: «campeón» (guerrero), «maestro de la sabiduría» (mago) y «ranger» (montaraz del Norte). Los personajes ganan experiencia al derrotar a los enemigos, y se sube de nivel cuando se haya adquirido la suficiente experiencia. Los personajes pueden mejorar sus estadísticas (fuerza, voluntad, resistencia, destreza), y el uso de puntos de habilidad para recibir o actualizar las habilidades especiales.

### Personajes protagonistas
- Eradan: Eradan hijo de Baranor, es de la clase «ranger», y un dúnadan. Proviene de la guardia del Norte. Es el personaje más adaptable y flexible y puede utilizar la espada de una a dos manos, posee una espada, un escudo y un arco. Eradan también tiene acceso a muchas habilidades de sigilo que le permiten acercarse sigilosamente a los enemigos para atacarlos. Luchó junto con Andriel, Farin y Beleram durante la Guerra del Anillo.
- Andriel: Andriel es de la clase «maestro de la sabiduría». Es una elfa que proviene de Rivendel y ha sido instruida por Elrond. Utiliza la magia como defensa y ataque, pero también tiene armas que utiliza como sus armas personales, que pueden ser utilizadas para atacar a los enemigos cuerpo a cuerpo. Sus habilidades incluyen hechizos defensivos y de apoyo, pero ella posee habilidades de cuerpo a cuerpo y pueden ser niveladas para convertirse en un guerrero si el jugador lo desea. También puede crear pociones de ingredientes alquímicos que el jugador puede encontrar repartidos por todo el mundo del juego.
- Farin: Farin es la clase «campeón». Es un enano del linaje de Durin, proveniente de las tierras de Erebor. Es el personaje más lento debido a su corta estatura, pero golpea a sus enemigos con una fuerza bruta incomparable e impresionante. Fuera de los tres personajes, Farin es el más experto en el uso de armas de cuerpo a cuerpo, también posee una ballesta que puede ser utilizada para ataques a larga distancia. También puede extraer gemas de las rocas en el juego.
- Beleram: Beleram es una de las grandes águilas que habitan cerca de las Montañas Nubladas. Beleram se ganó la amistad de Eradan, Andriel y Farin cuando lo rescataron de las garras de los orcos. Forma un vínculo con ellos para detener los avances de Agandaur. Su perspectiva racional, lealtad inquebrantable y su fuerza letal en combate; sirven como guía para los tres compañeros cuando se aventuran lejos dentro de las líneas enemigas.

### Otros
Personajes canónicos de Tolkien
- Aragorn
- Arwen
- Cebadilla Mantecona
- Elrond
- Elladan
- Elrohir
- Gandalf
- Frodo
- Gimli
- Gloin
- Legolas
- Radagast

Personajes ideados para el juego
- Agandaûr: Es un Númenóreano negro, es el lugarteniente de Sauron. Fue enviado al norte para organizar un ejército y acabar con los Pueblos Libres en un frente diferente. Es el mayor enemigo de los protagonistas
- Úrgost: Es un gran drágon, vivía en una guarida en el Brezal Seco, en las Montañas Grises. Fue allí donde se encontró con Eradan, Andriel y Farin. Estos le ofrecieron la fortaleza de Carn Dûm a cambio de que no se uniera a Sauron, y Úrgost aceptó. Tras esto, informó a los héroes del inminente ataque de Agandaûr a Nordinbad. Tras la derrota de Agandaûr, Úrgost se quedó con Carn Dûm, tal y como había pactado con Eradan, Andriel y Farin.
- Wulfrum: es un hechicero oscuro de Carn Dum, que sirve al siervo más letal de Sauron, Agandaur, y también lidera un grupo de hechiceros oscuros llamado el Culto del Ojo.
- Otto Aster: un hombre de la localidad de Bree. Les pide ayuda a Eradan, Andriel y Farin en la taberna para ayudarlo a armar con armas a la ciudad de Bree.
- Tedder Setovivo: es un astuto Hobbit de Bree. Es un jugador hábil en el juego de los acertijos, siendo el mejor de todo Bree.
- Grof: Un enano mercante en el pueblo de Bree.
- Bargrisar: Un gigante de piedra que ataca a los tres heroes.
- Elmund Maleza: Es el herrero del pueblo de Bree.
- El Sureño: Un forastero que se encuentra en el pueblo de Bree.
- Rowlie Manzano: Un joven, que pide ayuda para que le den a Idona campanilla, su amada, un reloj por él; ya que su padre lo prohíbe.
- Idona Campanilla: Amada de Rowlie.
- Adalgar Ribera
- Harley Zarzamora
- Luin
- Kilaren
- Silanna: Una mujer de los dúnedain.
- Maradan